# لرینز ابی

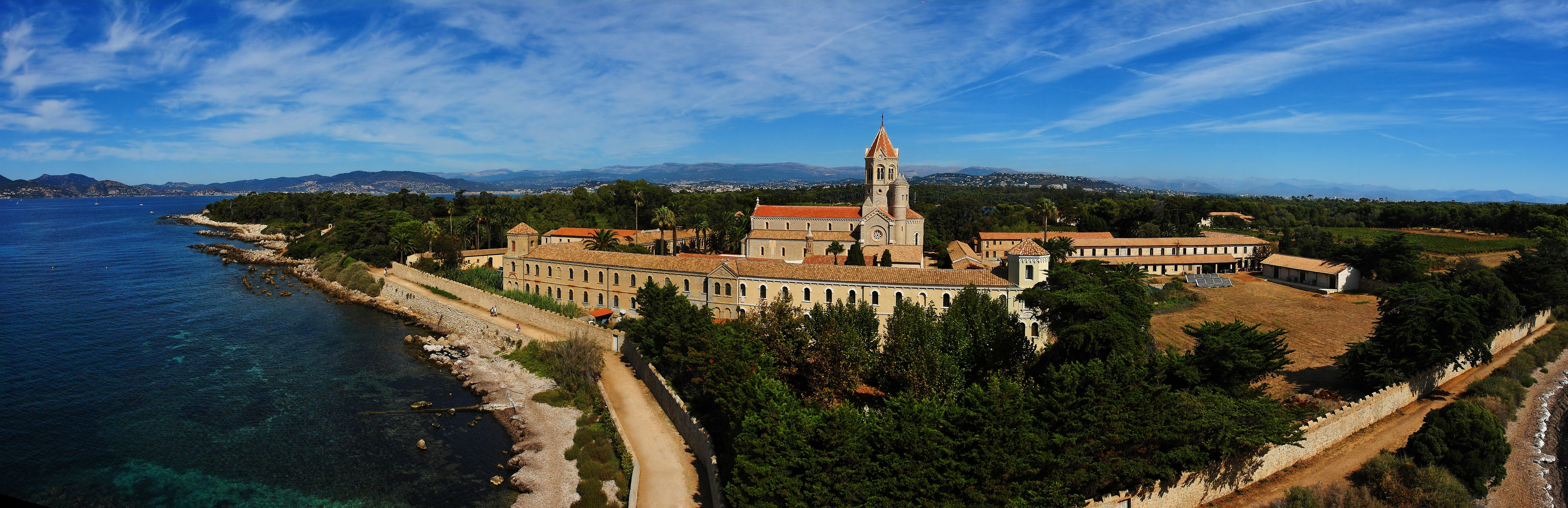
کلیسا و صومعه کلیسای Lérins. تصویر پانوراما از صومعه مستحکم گرفته شده‌است.

لرینز ابی (انگلیسی: Lérins Abbey) صومعه سیسترسی‌ها در جزیره سنت هونورات، یکی از جزایر Lérins، در ریویرا فرانسه کوت دازور، با جامعه رهبانی فعال است.